# 官方语言法令
官方语言法令（英語：Official Languages Act），是加拿大皮埃尔·特鲁多領導的联邦政府通过的一條法令，于1969年9月9日正式生效。
法令赋予英语和法语在联邦政府机构中享有同行地位的权利。尽管官方语言法令不是唯一一部与官方语言相关的法律，但是却是加拿大政府双语政策的基石。该法令在1988年修訂。

## 法令内容
- 加拿大人有权从联邦机构或者国营公司得到双语服务。
- 在法庭上，加拿大人有权选择以英语或法语作出供詞。
- 议会在通过法律及規例时必须以双语發佈，并且英语版和法语版拥有相同的法律地位。
- 在国内特定地区（主要为国家首都地区、蒙特利尔和新不伦瑞克）、加拿大海外机构以及国内需要以双语服务的地区，英语和法语在联邦公共服务机构享有相同地位。但国内其它地区，联邦公共服务机构可以使用英语或法语。
- 授權成立官方語言專員辦事處，確保該法令的實施。

## 影響
雙語政策使法語至此享有與英語同等的地位，對在加拿大以法語作為母語的人減少生活上的不方便，同時使加拿大教育向雙語發展。至於法語作為官方語言，某種程度上增加魁北克人對加拿大聯邦的歸屬感，對后來魁北克獨立運動舒緩了本來更強大的獨立運動。